# Pitkäniemi (ö)
Pitkäniemi är en halvö i Finland. Den ligger i sjön Rauanjärvi och i kommunen Juga i den ekonomiska regionen  Joensuu ekonomiska region  och landskapet Norra Karelen, i den centrala delen av landet, 400 km nordost om huvudstaden Helsingfors.